# Rödbrunt stamfly
Rödbrunt stamfly (Amphipoea oculea) är en fjärilsart som beskrevs av Carl von Linné 1761. Rödbrunt stamfly ingår i släktet Amphipoea och familjen nattflyn. Arten är reproducerande i Sverige. Inga underarter finns listade i Catalogue of Life.

## Bildgalleri

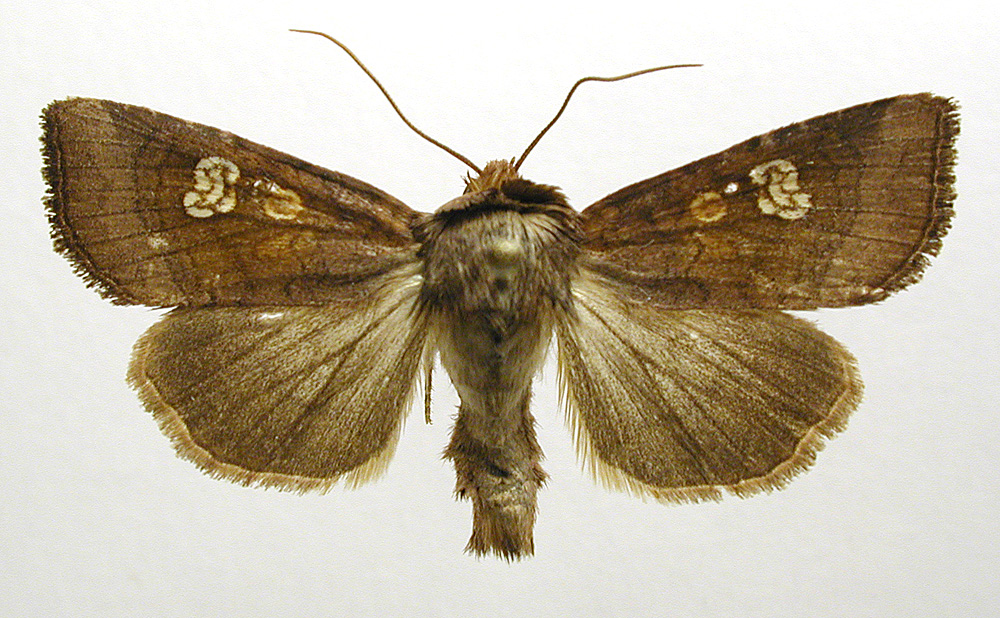
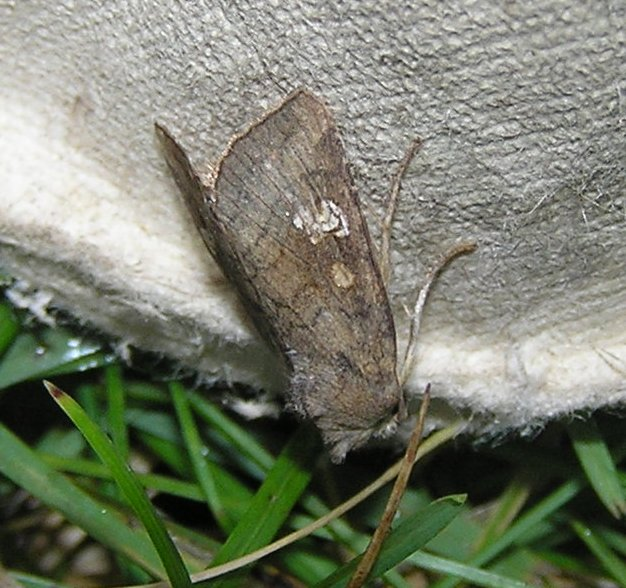
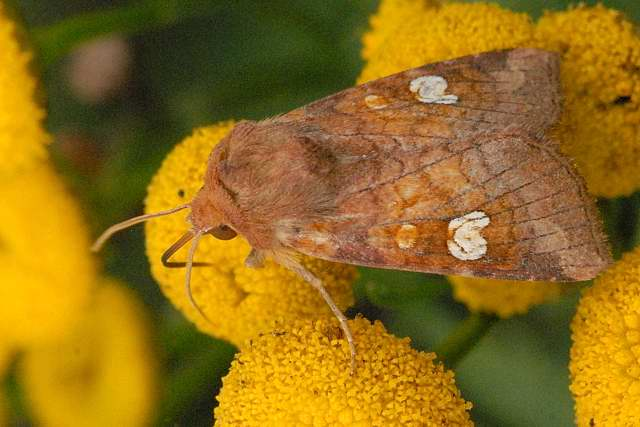
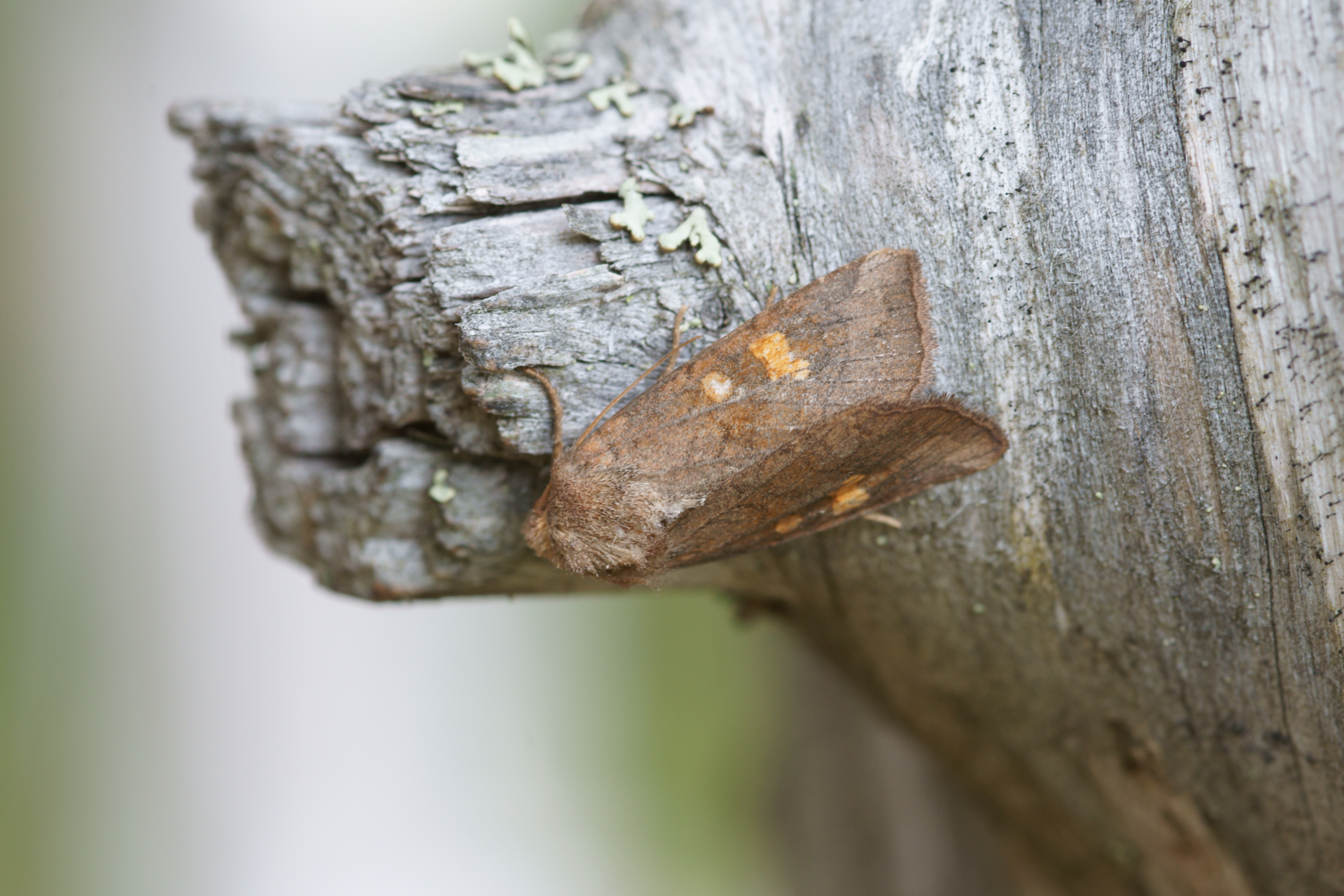
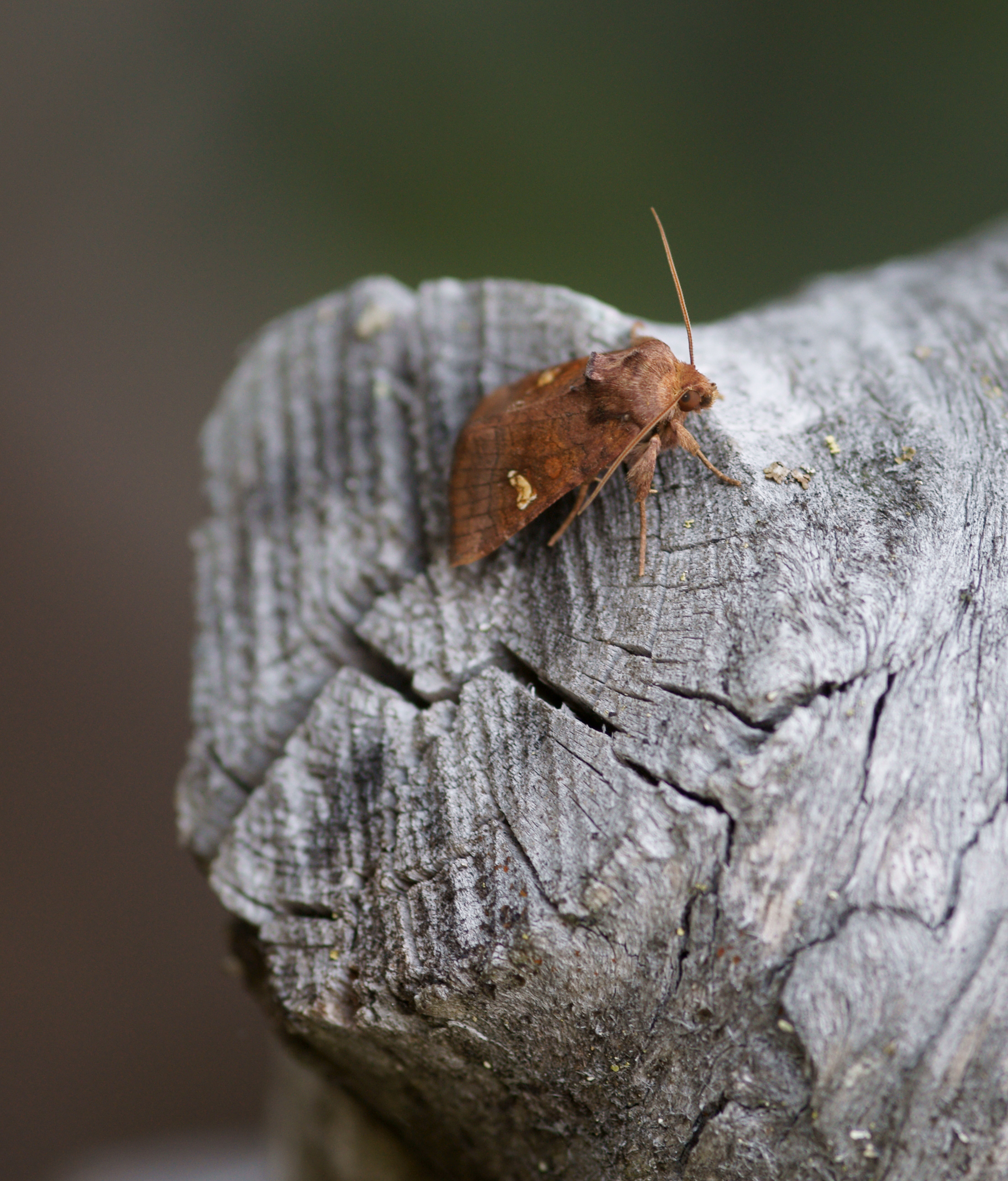
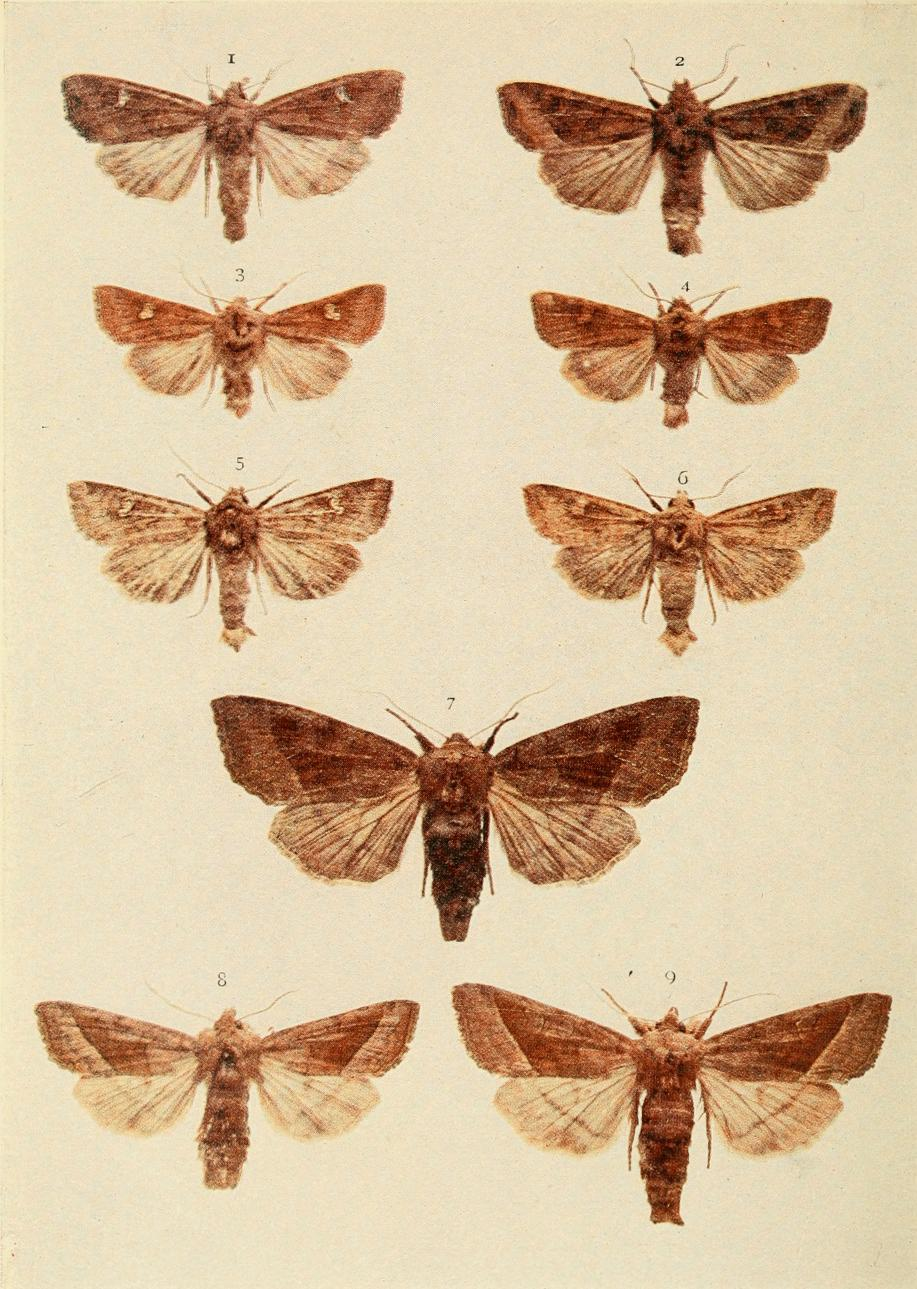